# Umberto Ghibaudo
Umberto Ghibaudo (ur. 21 lipca 1907 w Turynie, zm. w 19??) – włoski piłkarz, grający na pozycji bramkarza.

## Kariera piłkarska
W latach 1930–1932 był bramkarzem rezerwowym Juventusu, rozegrał jedynie 4 mecze, dwa razy zdobywając mistrzostwo Włoch.

## Sukcesy i odznaczenia

### Sukcesy klubowe
Juventus
- mistrz Włoch: 1930/31, 1931/32